# Robert Kopytek
Robert Kopytek (ur. 1966, zm. 7 stycznia 2011) – polski bokser i trener, szkoleniowiec. Medalista mistrzostw kraju. Ojciec pięściarza: Krzysztofa Kopytka.

## Kariera amatorska
W latach 1980–1996 był bokserem Victorii Jaworzno. Zdobył wicemistrzostwo Polski w 1993 r. oraz trzykrotnie drużynowe Mistrzostwo Polski w latach 1993-95. W I lidze bokserskiej stoczył 46 walk, z czego 33 zwyciężył (33-1-12). Był także Mistrzem Śląska z 1993 roku.

## Praca trenerska
Po zakończeniu kariery bokserskiej zaangażował się w pracę trenerską. Do trenowanych przez Kopytka pięściarzy należą m.in.: Grzegorz Proksa, Kamil Młodziński, Wojciech Hajduk, Łukasz Szumilas, Zbigniew Skalny, Zbigniew Kołacz, Marcin Gajęcki, Leszek Klóska, Krzysztof Kopytek, Adrian Wróbel i Bartłomiej Nowatkowski. Proksa i Młodziński przeszli na zawodowstwo. Stanął na czele sztabu szkoleniowego powstałego 1 grudnia 2008 r. Jaworznickiego Klubu Bokserskiego „Jawor Team”, który przejął zawodników z likwidowanej sekcji bokserskiej Victorii Jaworzno. Robert Kopytek po ciężkiej chorobie nowotworowej zmarł 7 stycznia 2011 r.
W Jaworznie organizowany jest Międzynarodowy Turniej Bokserski o Puchar Prezydenta Miasta Jaworzna im. Roberta Kopytka.